# クーロン族

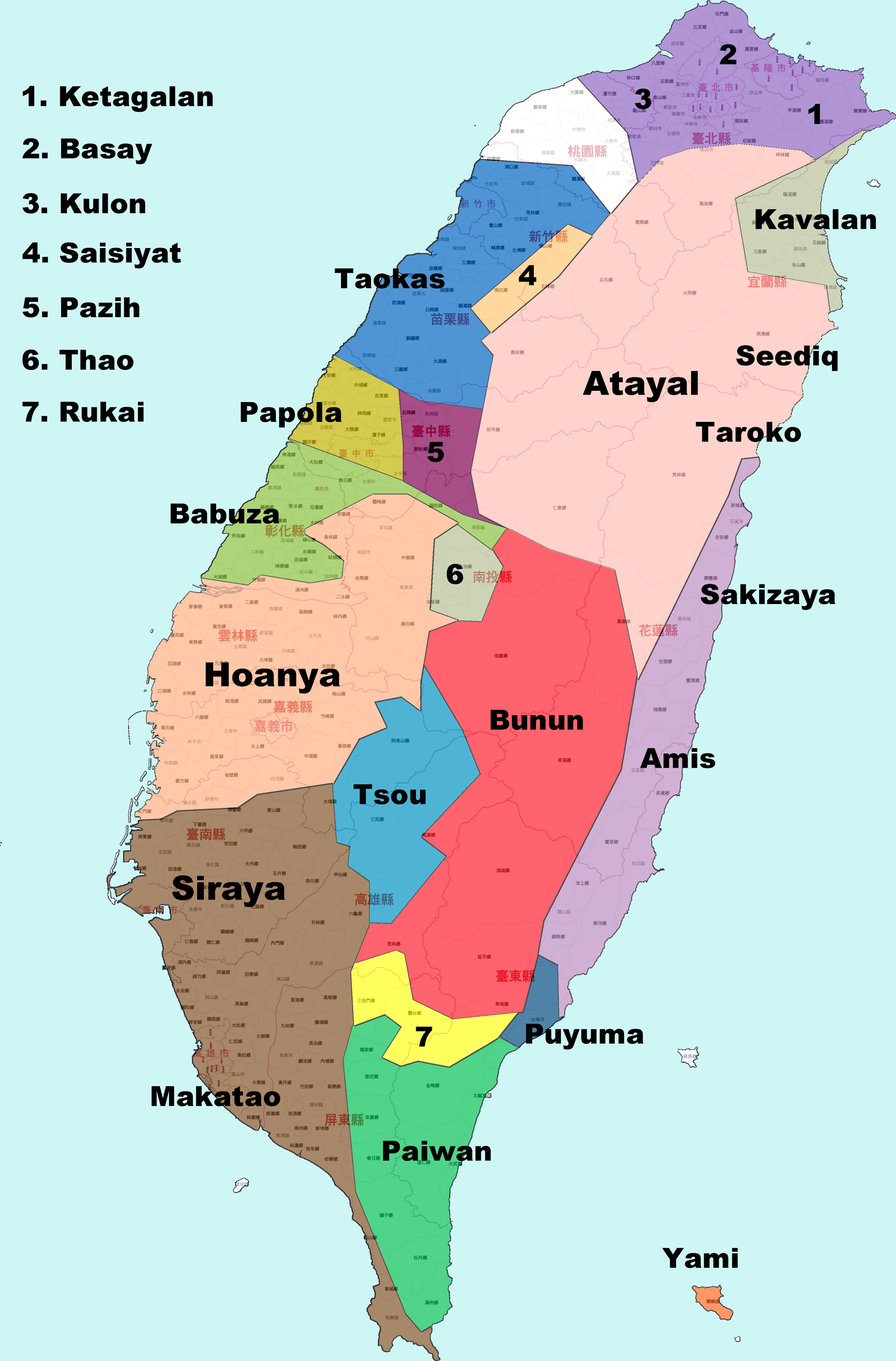
台湾の民族分布。3がクーロン族。

クーロン族は台湾先住民に属する民族である。平埔族に分類される。漢字で亀崙族で表記される。台湾の桃園市と新北市に分布している。かつては台湾諸語のクーロン語を話していた。ケタガラン族の支族とみなされている。